# Night Orchid
Pour plus de détails, voir Fiche technique et Distribution.
Night Orchid  est un film américain de 1997, écrit et réalisé par Mark Atkins. Il met en vedettes Thomas Radcliffe Atkins, Clinton Ehrlich et Mary Ellen O'Brien.
 

## Synopsis
Clay Doyle est un vagabond avec un don psychique unique. Comme il le dit, « Les endroits me parlent ». Quand il visite un endroit où il n’est jamais allé auparavant, il peut voir les actes violents qui s’y sont produits dans le passé. Clay arrive dans une petite ville endormie de Floride, Ochopee. Il devient fasciné par la décadence étrangement pittoresque de la communauté. Clay trouve un travail de pompiste et rencontre une jeune femme belle mais énigmatique nommée Sarah Miller. Clay est immédiatement attiré par Sarah, mais il y a quelque chose d’étrange chez elle qu’il ne peut pas tout à fait expliquer. Il découvre bientôt que la ville cache un terrible secret, et que Sarah a ses propres capacités paranormales inhabituelles. Pour la sauver, il doit percer un mystère vieux de 40 ans, malgré des visions de plus en plus troublantes de meurtre et de décadence.

## Distribution
- Thomas Radcliffe Atkins : Bert McCord
- Clinton Ehrlich : Ouvrier
- Mary Ellen O'Brien : June Mabel
- Dale Paris : Clay Doyle
- Ryan S. Davis : Clay Doyle enfant
- Alyssa Simon : Sarah Miller
- Rachel Carter : Lucy
- Keith Hudson : Chet
- Mark Atkins : Slash
- Thomas Atkins : Bert McCord
- Jed Carpenter : Punk adolescent
- Yvonne Christiana : Lila
- Lee Dawson : Lynch Man
- S. Joseph Nassif : Able
- Canara Price : Commis de magasin
- Larry Robinson : Caleb Williams
- James-Michael Roddy : Bert jeune[3]

## Production
Le réalisateur Mark Atkins a terminé Night Orchid tout en terminant ses études de premier cycle à l’université du centre de la Floride. Son colocataire à l’époque était Michael Monello, qui a ensuite produit Le Projet Blair Witch.
Le tournage a eu lieu dans le comté d'Orange, en Floride, aux États-Unis